# Záblatí u Osové Bítýšky
Záblatí (deutsch Sablat) ist eine Gemeinde in Tschechien. Sie befindet sich elf Kilometer südöstlich von Velké Meziříčí und gehört zum Okres Žďár nad Sázavou.

## Geographie
Das Dorf liegt am rechten Ufer der Bítýška gegenüber von Osová Bítýška. Südlich führt die Autobahn D 1  vorbei, deren nächste Abfahrt Lhotka ist.
Nachbarorte sind Osová Bítýška im Norden und Osten, Bezděkov und Jáchymov im Süden, Křeptovský Dvůr und Ruda im Westen sowie Ořechov im Nordwesten.

## Geschichte
Erstmals urkundlich erwähnt wurde das Dorf im Jahre 1376 in einer Liste des Jan von Meziříčí. Zu Beginn des 15. Jahrhunderts kam Záblatí zur Herrschaft Náměšť, bei der es bis zur Ablösung der Patrimonialherrschaften im Jahre 1850 verblieb. Bis 1857 war der Ort zur Gemeinde Osová Bítýška zugehörig und erlangte dann seine Selbstständigkeit. Záblatí gehörte bis zur Gerichtsbezirksreform im Jahr 1892 zum Gerichtsbezirk Groß Meseritsch und kam danach bis 1949 zum Gerichtsbezirk Heinrichs und anschließend zum Okres Velká Bíteš. Seit 1960 ist das Dorf Teil des Okres Žďár nad Sázavou. Zwischen 1973 und 1990 war Záblatí nach Osová Bítýška eingemeindet.